# Beachhandball bei den Europaspielen
Beachhandball bei den Europaspielen ist ein 2023 eingeführter Wettbewerb im Beachhandball. Er ist seit der dritten Durchführung der Europaspiele Bestandteil dieses Multisport-Ereignisses. Es gibt zwei parallel durchgeführte Turniere für Frauen sowie Männer.
Während auf Weltebene Beachhandball schon 2001 Bestandteil der World Games ist und kontinentale und regionale Multisport-Veranstaltungen in Asien, Afrika sowie Süd-, Mittelamerika und der Karibik zum Teil schon seit längerer Zeit durchgeführt werden, dauerte es in Europa vergleichsweise lange, dass eine solche Veranstaltung erstmals ausgetragen wurde. Einzig an den Mediteranean Beach Games hatten Teile Europas bislang einen Anteil. Während etwa in Asien die Veranstaltungen der Asian Beach Games einen höheren Stellenwert haben als die kontinentalen Meisterschaften, ist die Tradition der Multisport-Veranstaltungen in Europa noch wenig ausgeprägt. Zudem sind die seit 2000 ausgetragenen Europameisterschaften nach den Panamerika-Meisterschaften der zweitälteste Wettbewerb in der Sportart und der Älteste noch existierende. Die Aufnahme in das Programm des einzigen kontinentalen Multisport-Ereignisses auf kontinentaler Ebene unterstreicht somit die wachsende Bedeutung des noch vergleichsweise jungen Sports.
Die Qualifikation zu den Europaspielen erfolgt über die Europameisterschaften, einzig die Gastgeber sind automatisch in beiden Turnieren mit ihrer Mannschaft qualifiziert.
Die Aufstellungen der Siegermannschaften finden sich auf der Liste der Sieger im Beachhandball bei den Europaspielen.

## Frauen
| 2023 Details | Krakau, Polen | Dänemark | 2:1 | Spanien | Deutschland | 2:0 | Norwegen |

### Platzierungen der weiblichen Nationalmannschaften
| Nation         | 2023 |
| -------------- | ---- |
| Dänemark       | 01   |
| Deutschland    | 03   |
| Griechenland   | 07   |
| Niederlande    | 05   |
| Norwegen       | 04   |
| Polen          | 08   |
| Portugal       | 06   |
| Spanien        | 02   |
| Teilnehmerzahl | 8    |

| Legende | Legende | Legende | Legende              |
| ------- | ------- | ------- | -------------------- |
| 1       | 2       | 3       | Podest-Platzierungen |
| 4       | 4       | 4       | Halbfinalisten       |

## Männer
| 2023 Details | Krakau, Polen | Spanien | 2:1 | Ungarn | Dänemark | 2:1 | Portugal |

### Platzierungen der männlichen Nationalmannschaften
| Nation         | 2023 |
| -------------- | ---- |
| Dänemark       | 03   |
| Deutschland    | 07   |
| Kroatien       | 05   |
| Norwegen       | 06   |
| Polen          | 08   |
| Portugal       | 04   |
| Spanien        | 01   |
| Ungarn         | 02   |
| Teilnehmerzahl | 8    |

| Legende | Legende | Legende | Legende              |
| ------- | ------- | ------- | -------------------- |
| 1       | 2       | 3       | Podest-Platzierungen |
| 4       | 4       | 4       | Halbfinalisten       |